# Geert Geertsenbrug
De Geert Geertsenbrug (brug 395) is een vaste brug in Amsterdam-West.
De voetgangersbrug ligt aan de westelijke rand van het Erasmuspark en verzorgt de toegang vanuit de Hondiusstraat en Mercatorstraat. Ze overspant de ringsloot rondom het park. Nabij de ingang is horecagelegenheid Terrasmus (situatie 2022) gelegen in het park. De brug dateert uit circa 1970 toen het park voor veel geld geheel opnieuw was ingericht. Het park ligt er al sinds 1927, maar alle bomen werden tijdens de Tweede Wereldoorlog opgestookt en onderhoud werd er jaren niet gepleegd. In 1961 werd de grote renovatie afgerond en werd het park opnieuw geopend.
De brug werd ontworpen door Dick Slebos werkend voor de Dienst der Publieke Werken. Hij ontwierp voor datzelfde park ook de Wil de Graaffbrug (393) en Lof der zotheidbrug (394); ze werden gezamenlijk gebouwd in 1970/1971. 
De naam verwijst naar Geert Geertsen, volgens Hans Trapman (Erasmus, leven en werk in Erasmus in beeld, Rotterdam, 2008) een Nederlandse naam die pas in de 17e eeuw als Nederlandse naam zijn intrede deed voor Desiderius Erasmus.

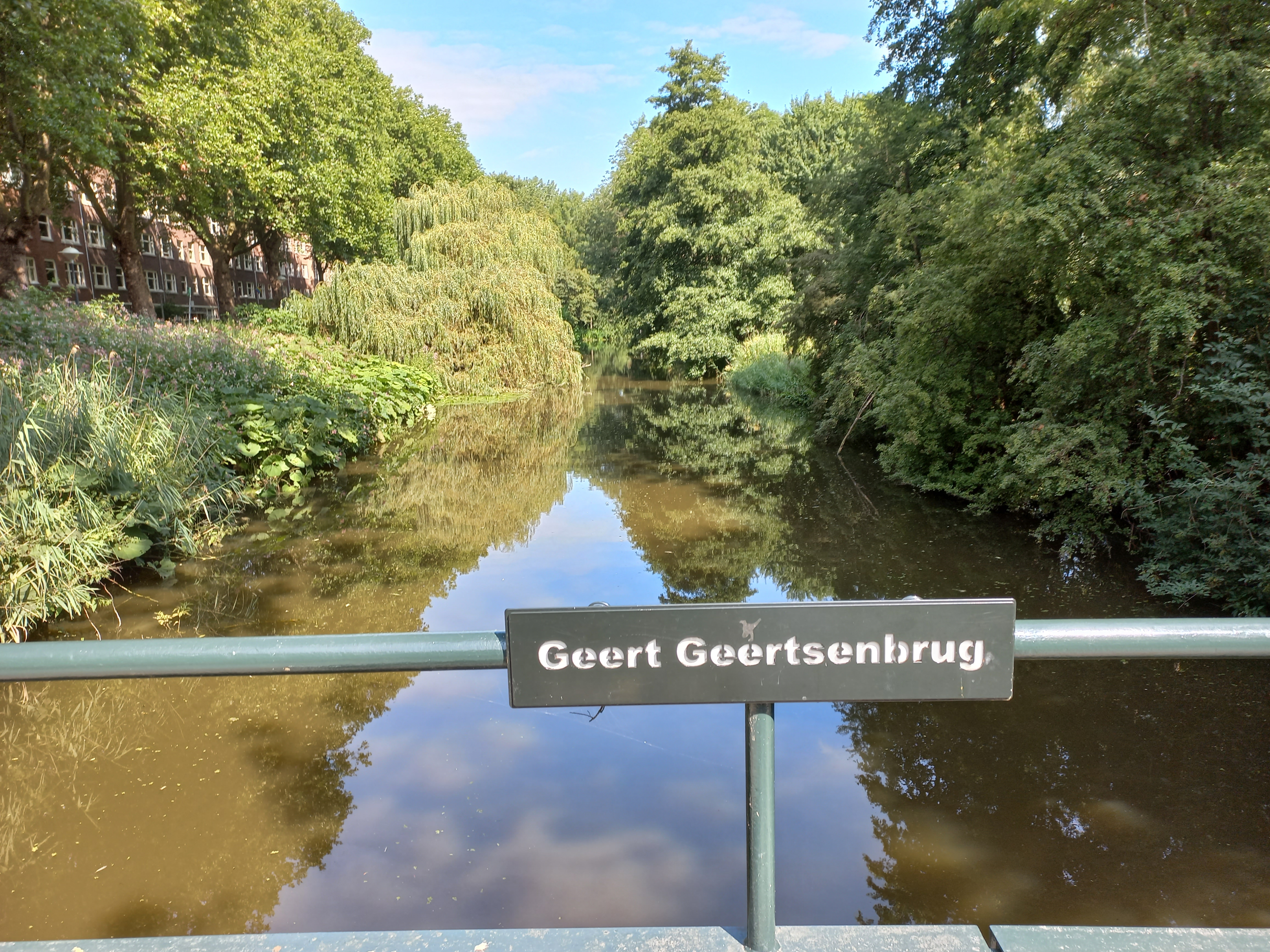
Uitzicht naar noorden met naamplaat (juli 2022)

<<< · 300 · 301 · 302 · 303 · 304 · 305 · 306 · 307 · 308 · 309 · 310 · 311 · 312 · 313 · 314 · 315 · 316 · 317 · 318 · 320 · 321 · 322 · 323 · 324 · 325 · 327 · 328 · 330 · 331 · 332 · 333 · 334 · 335 · 336 · 337 · 338 · 339 · 340 · 341 · 342 · 343 · 344 · 345 · 346 · 347 · 348 · 349 · 350 · 351 · 352 · 353 · 354 · 355 · 356 · 357 · 358 · 359 · 360 · 361 · 362 · 363 · 364 · 365 · 366 · 367 · 368 · 371 · 372 · 373 · 374 · 375 · 376 · 377 · 378 · 379 · 380 · 381 · 382 · 383 · 385 · 386 · 387 · 388 · 389 · 390 · 391 · 392 · 393 · 394 · 395 · 396 · 397 · 398 · 399 · >>>
Brugnummers 319, 326, 329 (tijdelijke duiker in de Ringspoordijk), 369, 370, 384 zijn niet (meer) vergeven.